# Proto-Baskisch
Proto-Baskisch oder seltener Urbaskisch (auf Baskisch bekannt als Aitzineuskara und auf Spanisch als protoeuskera oder protovasco) ist eine rekonstruierte Vorform der baskischen Sprache vor den römischen Eroberungen in den westlichen Pyrenäen.

## Forschungsgeschichte
Pionier der Erforschung des Protobaskischen ist der Linguist Koldo Mitxelena (1915–1987), der auch unter dem Namen Luis Michelena publiziert hat. Seine Arbeiten konzentrierten sich auf die Periode vom 5. Jahrhundert vor bis zum 1. Jahrhundert nach Christus, also die Zeit unmittelbar vor und nach dem ersten Kontakt des baskischen Gebiets mit dem römischen Reich.
Mitxelena arbeitete vor allem mit der Methode der internen Rekonstruktion, da es zum Baskischen als isolierter Sprache keine bekannten urverwandten Sprachen gibt, sodass die komparative Methode nicht anwendbar wäre. Durch Vergleich von Varianten desselben Wortes in verschiedenen modernen Dialekten des Baskischen und durch Analyse der Veränderungen, die lateinische Fremdwörter im Baskischen durchlaufen haben, konnte er Anfang der 1960er Jahre sowohl Vorformen als auch lautgesetzliche Veränderungen im Baskischen ableiten.
Koldo Mitxelenas grundlegende Arbeiten entstanden überwiegend vor Entdeckung der Inschriften in aquitanischer Sprache, die die von ihm postulierten protobaskischen Formen völlig bestätigten.
Seitdem hat eine Reihe weiterer namhafter Linguisten wie Larry Trask, Alfonso Irigoien, Henri Gavel und zuletzt Joseba Lakarra, Joaquín Gorrotxategi, Ricardo Gómez, Michel Morvan die Erforschung des Proto-Baskischen weiter vorangetrieben. Mehrere von ihnen, beispielsweise Lakarra, haben dabei noch ältere Schichten des Baskischen vor der Zeit der keltischen Besiedelung der iberischen Halbinsel untersucht („Prä-Proto-Baskisch“).